# Brożek (Brody)
Brożek (deutsch Scheuno, niedersorbisch Brožańce) ist ein Dorf mit 61 Einwohnern im polnischen Teil der Niederlausitz in der Stadt-und-Land-Gemeinde Brody. Es liegt direkt an der als polnisch-deutsche Staatsgrenze fungierenden Lausitzer Neiße gegenüber dem Stadtteil Keune der deutschen Stadt Forst, einen Kilometer südlich von Zasieki (ehemals Forst-Berge) und 11 Kilometer südwestlich von Brody (Pförten) im Powiat Żarski, Woiwodschaft Lebus, im Westen Polens. Von 1940 bis 1945 war Brożek der Stadtteil Forst-Scheuno.

## Geschichte
Das Dorf Scheuno wurde 1940 zur Stadt Forst eingemeindet. Bereits 1938 erfolgte der Baubeginn der Sprengchemie Forst-Scheuno der Deutschen Sprengchemie GmbH. Die Fabrik nahm 1941 ihren Betrieb auf. Des Weiteren befand sich im Ort ein Lager für die Ausbildung von DRK-Helferinnen für die Wehrmachtsbetreuung. 1939 hatte Forst-Scheuno 808 Einwohner. Zwischen Scheuno und Keune gab es eine Brücke über die Lausitzer Neiße, welche 1945 gesprengt worden ist. Anders als die Brücken weiter nördlich in der Innenstadt von Forst wurde diese komplett abgetragen. Nach dem Zweiten Weltkrieg fiel das Gebiet östlich der Neiße an Polen, Scheuno erhielt den polnischen Namen Brożek und die deutsche Bevölkerung wurde vertrieben. Das DRK-Lager wurde komplett abgetragen, die Ruinen der Sprengchemie sind teilweise erhalten und beinhalten zudem verschiedene Paintballfelder.
Am 14. Februar 2017 brach aus bisher ungeklärter Ursache ein Brand auf einem Recyclinghof in Brozek aus, wodurch verschiedene Kunststoffe verbrannt wurden. Der Brand wurde zunächst eingedämmt, schwelte jedoch weiterhin, wodurch auch die auf deutscher Seite gelegene Nachbarstadt Forst (Lausitz) von der Rauchwolke getroffen wurde. Laut Messungen der polnischen Umweltbehörde wurden durch den Rauch die Grenzwerte für Kadmium und Benzopyren in der Luft überschritten. Eine Hilfe der deutschen Feuerwehr bei der Bekämpfung des Brandes wurde von polnischer Seite zurückgewiesen.